# 로디네
로디네(Lodine, 사르데냐어: Lodìne)는 이탈리아, 사르데냐, 누오로도에 있는 도시이자 코무네이다.